# Prapen (Tenggilis Mejoyo)
Prapen is een bestuurslaag in het regentschap Surabaya van de provincie Oost-Java, Indonesië. Prapen telt 2983 inwoners (volkstelling 2010).